# Caryopteris
Caryopteris (chino: 莸属 you shu) es un género de plantas con flores pertenecientes a la familia de las lamiáceas, anteriormente se encontraba en las verbenáceas. Es nativo del sur de Asia. Comprende 29 especies descritas y de estas, solo 7 aceptadas.

## Descripción
Son plantas herbáceas o pequeños arbustos que alcanzan 1-4 metros de altura. Las hojas son opuestas, simples, ovadas o lanceoladas con los márgenes enteros o crenados, a menudo son aromáticas. Las flores son de color azul o blanco. El fruto es una cápsula con cuatro valvas que contienen cuatro semillas.

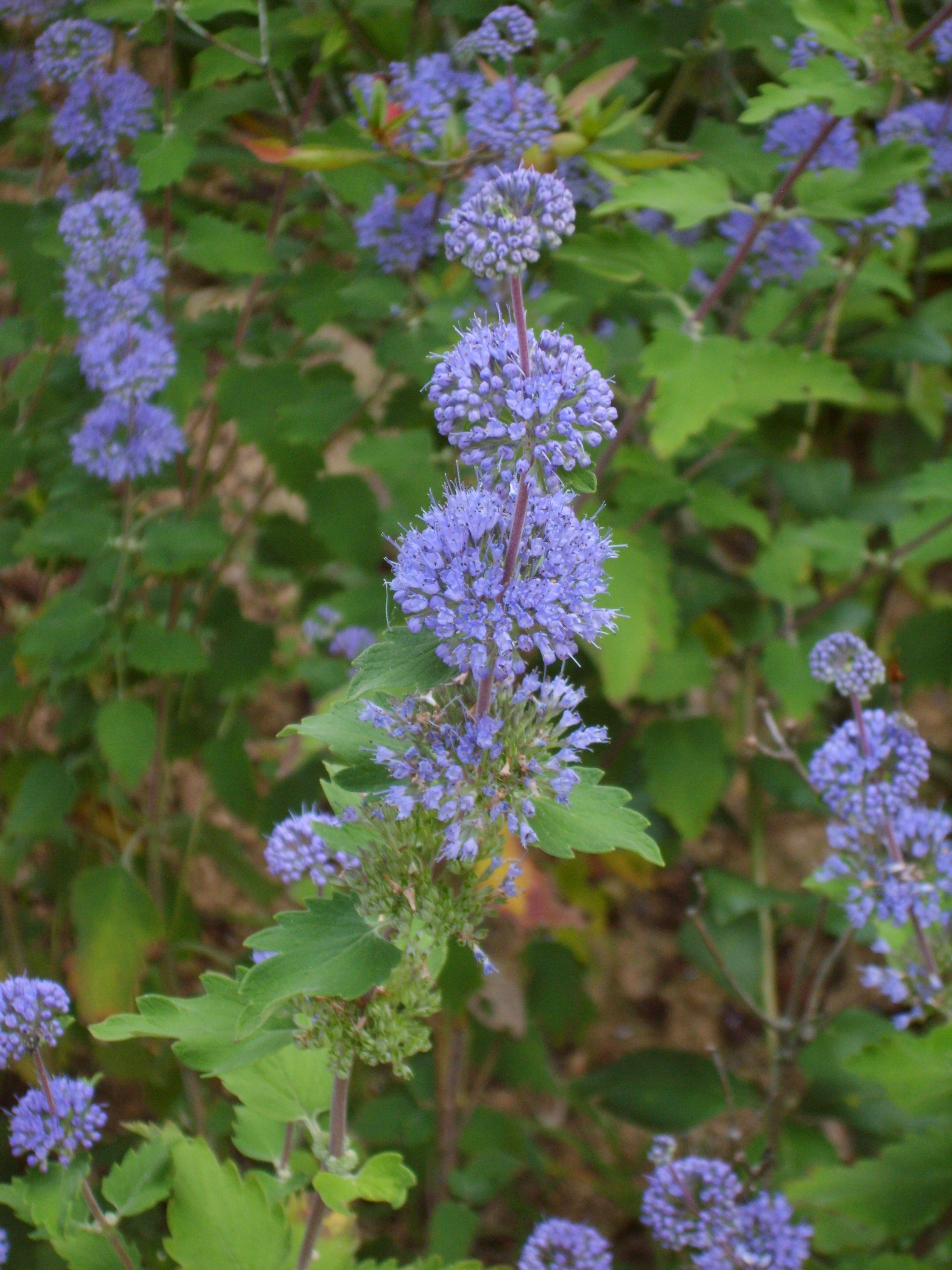
Caryopteris incana.

## Taxonomía
El género fue descrito por Alexander von Bunge y publicado en Notes Roy. Bot. Gard. Edinburgh 5: 296 1912. La especie tipo es: Caryopteris mongholica Bunge

## Especies aceptadas
A continuación se brinda un listado de las especies del género Caryopteris aceptadas hasta septiembre de 2014, ordenadas alfabéticamente. Para cada una se indica el nombre binomial seguido del autor, abreviado según las convenciones y usos. 
- Caryopteris forrestii Diels
- Caryopteris glutinosa Rehder
- Caryopteris incana (Thunb. ex Houtt.) Miq.
- Caryopteris jinshajiangensis Y.K.Yang & X.D.Cong
- Caryopteris mongholica Bunge
- Caryopteris tangutica Maxim.
- Caryopteris trichosphaera W.W.Smith[4][5]

## Cultivos
Varias especies de Caryopteris se cultivan como planta ornamental para parques y jardines.